# Angaïs

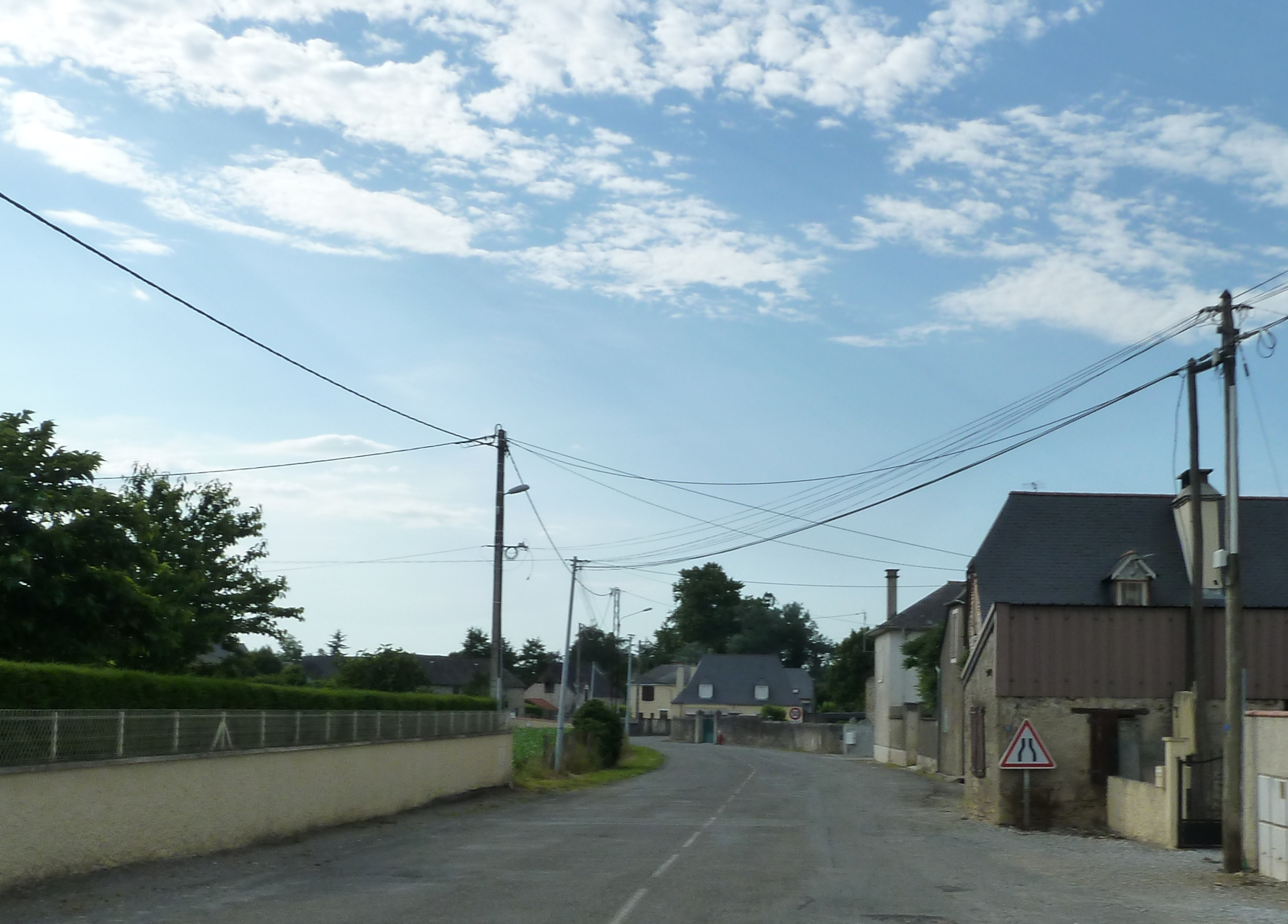
Angaïs (2011)

Angaïs ist eine französische Gemeinde mit 895 Einwohnern (Stand: 1. Januar 2022) im Département Pyrénées-Atlantiques in der Region Nouvelle-Aquitaine. Sie gehört zum Arrondissement Pau und zum  Kanton Vallées de l’Ousse et du Lagoin (bis 2015: Kanton Nay-Est). Die Einwohner werden Angayais genannt.

## Geographie
Angaïs liegt etwa elf Kilometer südöstlich von Pau am Fluss Lagoin. Umgeben wird Angaïs von den Nachbargemeinden Bordes im Norden und Westen, Artigueloutan im Norden, Nousty im Nordosten sowie Boeil-Bezing im Süden, Osten und Südwesten.

## Bevölkerungsentwicklung
| Jahr                      | 1962 | 1968 | 1975 | 1982 | 1990 | 1999 | 2006 | 2013 |
| Einwohner                 | 491  | 535  | 534  | 623  | 760  | 739  | 795  | 860  |
| Quelle: Cassini und INSEE |      |      |      |      |      |      |      |      |

## Sehenswürdigkeiten
- Kirche Notre-Dame, Mitte des 19. Jahrhunderts erbaut
- Schloss Angaïs, 1908 erbaut, Monument historique